# Ben LaBolt
Ben LaBolt (La Grange, Illinois; 20 de agosto de 1981) es un asesor político estadounidense, Director de Comunicaciones de la Casa Blanca durante el mandato de Joe Biden. Sucedió a Kate Bedingfield en el cargo cuando ella renunció a fines de febrero de 2023. Anteriormente, LaBolt trabajó en campañas presidenciales para Barack Obama y Howard Dean, así como para Jan Schakowsky, Sherrod Brown y Rahm Emanuel.

## Primeros años de vida
LaBolt nació el 20 de agosto de 1981. Creció en La Grange, Illinois. Se graduó de Lyons Township High School y Middlebury College, obteniendo una licenciatura en ciencias políticas en 2003. En Middlebury, fue presidente de College Democrats y se ofreció como voluntario en la campaña de reelección de Howard Dean en 2000 como gobernador de Vermont.

## Carrera
El primer trabajo de LaBolt fuera de la universidad fue para la campaña presidencial de Dean en 2004. Trabajó como secretario de prensa de la representante estadounidense Jan Schakowsky, para la campaña del Senado de Sherrod Brown en 2006, para la oficina del Senado de Barack Obama y para su campaña presidencial de 2008. Luego se desempeñó como subsecretario de prensa de la Casa Blanca durante la presidencia de Barack Obama. En la Casa Blanca, trabajó en comunicaciones durante las nominaciones a la Corte Suprema de Sonia Sotomayor y Elena Kagan.
En octubre de 2010, LaBolt se convirtió en director de comunicaciones de Rahm Emanuel durante las elecciones a la alcaldía de Chicago de 2011. Después de la campaña, se desempeñó como secretario de prensa nacional de la campaña presidencial de Obama en 2012.
En junio de 2013, LaBolt y Robert Gibbs cofundaron una práctica de comunicaciones estratégicas llamada The Incite Agency, que luego se fusionó con Bully Pulpit Interactive (BPI). LaBolt se convirtió en socio de BPI.
LaBolt trabajó en la transición presidencial de Joe Biden luego de las elecciones presidenciales de Estados Unidos de 2020 y como jefe de comunicaciones para la nominación a la Corte Suprema de Ketanji Brown Jackson en 2022. Sucedió a Kate Bedingfield como directora de comunicaciones de la Casa Blanca el 1 de marzo de 2023.

## Vida personal
LaBolt es abiertamente gay y es el primer director de comunicaciones de la Casa Blanca abiertamente gay.